# Ali Sparkes
Ali Sparkes (Southampton, 1966) is een Britse jeugdboekenschrijfster die met haar man en twee kinderen in Southampton woont. Als kind raakte ze gefascineerd in de natuur, en daarom baseert ze haar boeken daarop. 

## Series
- In het spoor van de vos (The Shapeshifter) (Alleen Boek 1 en 2 vertaald).

1. De Gedaanteverwisseling (Finding the Fox)
2. Drijfjacht (Running the Risk)
3. (Going to Ground)
4. (Dowsing the Dead)
5. (Stirring the Storm)

- Spin-off: (Out of this World) (eerder verschenen als Miganium) (Alleen in het Engels verkrijgbaar)

- Unleashed (Alleen in het Engels verkrijgbaar): 5 spin-off avonturen op The Shapeshifter.

1. (A Life and Death Job) - Een verhaal over Lisa Hardman.
2. (Mind over Matter) - Een verhaal over Gideon Reader en Luke Reader.
3. (Trick or Truth) - Een verhaal over Spencer "Spook" Williams.
4. (Speak Evil) - Een verhaal over Jacob Teller en Alex Teller.
5. (The Burning Beach) - Een verhaal over Mia Cooper.

- Monster Makers (Alleen in het Engels verkrijgbaar).

1. (Electrataur and Slashermite)
2. (Stinkermite)
3. (Bashertaur)
4. (Spacemite)
5. (Rockataur)

- S.W.I.T.C.H. ("Serum Which Instigates Total Cellular Hijack") (Alleen in het Engels verkrijgbaar).

1. (Spider Stampede)
2. (Fly Frenzy)
3. (Grasshopper Glitch)
4. (Ant Attack)
5. (Crane Fly Crash)
6. (Beetle Blast)
7. (Lizard Loopy)
8. (Chameleon Chaos)
9. (Turtle Terror)
10. (Gecko Gladiator)
11. (Anaconda Adventure)
12. (Alligator Action)

## Boeken
- ali para
- Frozen in Time
- Wishful Thinking
- Freak of Fortune
- mucahid kurt

- Bibliothèque nationale de France: cb165179456 (data)
- Gemeinsame Normdatei: 142105546
- International Standard Name Identifier: 0000 0000 8358 7580
- Library of Congress Control Number: nb2006017393
- Nationale Bibliotheek van Tsjechië: pna2007418430
- Nederlandse Thesaurus van Auteursnamen: 303740175
- Istituto Centrale per il Catalogo Unico: LO1V397896
- Virtual International Authority File: 14294215
- WorldCat: E39PBJfCBQGYQB9fWXMDkHdG73